# Germán Schulz
Germán Schulz (5 de fevereiro de 1994) é um jogador de rugby sevens argentino.

## Carreira
Germán Schulz integrou o elenco da Seleção Argentina de Rugbi de Sevens, na Rio 2016, que foi 6º colocada.